# Alexander Mädche
Alexander Mädche (* 23. Oktober 1973 in Stuttgart) ist Professor am Karlsruher Institut für Technologie (KIT) und leitet das Human-Centered Systems Lab (h-lab).

## Leben
Alexander Mädche studierte von 1994 bis 1999 an der Universität Karlsruhe (TH) Wirtschaftsingenieurwesen mit den Schwerpunkten Informatik und Operations Research und wurde dort 2001 zum Dr. rer. pol. promoviert. Anschließend arbeitete er von 2001 bis 2003 als Leiter einer Forschungsabteilung am FZI Forschungszentrum Informatik in Karlsruhe und eröffnete in Zusammenarbeit mit Professor Rudi Studer eine neue Forschungsgruppe für wissens- und semantikbasierte Systeme.
2003 verließ er das FZI und arbeitete von nun an in der freien Wirtschaft. Er wurde Manager des Bereichs Business Intelligence des Zentralbereichs Informationsverarbeitung der Bosch-Gruppe in Stuttgart.
In 2006 wechselte er zunächst zur SAP AG in Walldorf und wurde dort Direktor der Bereiche Produkt Definition & Strategy Enterprise Information Management bei SAP NetWeaver, wo er für die Bestimmung der zukünftigen Entwicklungsrichtung der Komponenten der Informationsmanagement-Plattform NetWeaver von SAP zuständig war. Dies beinhaltete die Unterbereiche Business Intelligence, Master Data Management (Zentrale Stammdatenverwaltung), Enterprise Content Management, Enterprise Search (Unternehmensweite Suche). Er übernahm dann 2008 die Stellung des Vize-Präsidenten des Produktmanagement-Teams des Bereichs User Productivity & Experience, welches für die Bereiche Technologien bezüglich der Benutzerschnittstelle (UI technologies), SAP-Kunden, das NetWeaver-Portal, Content Management, Web 2.0 und Zusammenarbeit mit der SAP Business Suite sowie der SAP Technology Group verantwortlich zeichnete.
2009 wurde Mädche Professor an der Universität Mannheim auf dem Lehrstuhl für Wirtschaftsinformatik IV. Zugleich wurde er 2010 Akademischer Direktor des Mannheim & Tongji Executive MBA-Programms an der Mannheim Business School. Im Jahr 2011 gründete er das Institut für Enterprise Systems (InES).
Seit 2015 ist er Professor am Karlsruher Institut für Technologie (KIT). Er leitet das Human-Centered Systems Lab (h-lab), das nach eigener Darstellung die Gestaltung menschzentrierter Systeme für besseres Arbeiten und Leben an der Schnittstelle von Wirtschaftsinformatik und Mensch-Computer-Interaktion (HCI) erforscht. Er ist Mitherausgeber der Fachzeitschriften MIS Quarterly, Journal of the Association for Information Systems und Business & Information Systems Engineering. Mädche ist Gründungsmitglied der gemeinnützigen Vereine Usability & UX in Deutschland (UIG) e.V. und Die Wirtschaftsinformatik e.V. 

## Veröffentlichungen (Auszug)
- S. Schacht, A. Reindl, S. Morana, A. Mädche: Projekterfahrungen spielend einfach mit der ProjectWorld! – Ein gamifiziertes Projektwissensmanagementsystem. In: HMD Praxis der Wirtschaftsinformatik. Band 52, 2015, S. 878–890.
- P. Haake, S. Schacht, B. Mueller, A. Mädche: Unternehmenssoftware „erfolgreich“ erneuern – Divergenzen zwischen Wahrnehmung und Realität. In: HMD Praxis der Wirtschaftsinformatik. Band 54, 2017, S. 375–388.
- R. Rissler, M. Nadj, A. Mädche, N. Koppenhagen: Flow-Erfassung am Arbeitsplatz: Aktueller Stand der Forschung und innovative Anwendungsszenarien. In: Wirtschaftsinformatik & Management. Band 9, 2017, S. 12–21.
- I. Benke, A. Maedche: Die Rolle von Affekt und Kognition bei der Gestaltung und Nutzung von Kollaborationswerkzeugen. In: HMD Praxis der Wirtschaftsinformatik. Band 56, 2019, S. 50–69.
- P. Toreini, M. Langner, A. Maedche, S. Morana, T. Vogel: Designing Attentive Information Dashboards. In: Journal of the Association for Information Systems. Band 23, Nr. 2, 2022, S. 521–552.